# Palatul Finanțelor (Policlinica 2)
Palatul Finanțelor din Oradea, în prezent Policlinica 2, este un monument istoric și de arhitectură de factură eclectică, realizat de arhitectul Kálmán Rimanóczy (fiul) într-un timp record (februarie 1899–aprilie 1900). Registrul ornamental este deosebit de bogat în acest caz, simetria volumetrică și accentuarea axului central de compoziție fiind de asemenea un element hotărâtor în caracterul monumental al clădirii.
La interior, contrar așteptărilor, caracterul monumental al edificiului este relativ redus, scării principale de acces spre etaje fiindu-i rezervat un spațiu relativ restrâns. Chiar dacă și aici prezența elementelor decorative (stucaturi, vitralii, feronerie) este abundentă, totuși ideea majoră a arhitectului a fost de a conferi interiorului clădirii întâi UTILITAS și apoi VENUSITAS.